# Transistorradio
En bærbar radiomodtager eller transportabel radiomodtager er en radiomodtager, som i mange årtier stort set har været synonym med en transistorradio eller blot transistor. En transistorradio er en radiomodtager, som anvender transistorer som forstærkerelementer. En bærbar radiomodtager kan fx være en lommeradio, rejsemodtager eller kuffertradio.
En bærbar radiomodtager får typisk elektrisk energi fra batterier eller akkumulatorer. Mange bærbare radiomodtagere har enten en indbygget netdel eller et elektrisk stik til en ekstern, så de kan få energi fra elnettet (220-230V).
Der regnes for i dag 2005 at være ca. 7 milliarder transistorradioer i verdenen.

## Historisk
Den første kommercielt tilgængelige transistorradio blev præsenteret 18. oktober 1954 af Regency Division of Industrial Development Engineering Associates (IDEA) of Indianapolis, Indiana. Den hed Regency TR-1 og blev sat til salg november 1954.
Transistorradioen blev oprindeligt introduceret af Texas Instruments (TI) for at demonstrere transistoren. TI tabte interessen, og transistorradioen blev populariseret af Totsuko (omdøbes senere til Sony).
Anvendelsen af transistorer (af den bipolare variant) i stedet for elektronrør som forstærkerelement, betød af apparatet var meget mindre og behøvede betydeligt mindre energi end lommeradioer med elektronrør. Den typiske bærbare lommeradio fra 1950'erne var på størrelse og vægt som dagens (2005) bærbare computere og indeholdt adskillige tunge (ikke genopladelige) batterier; en eller flere "A" batterier til rørenes glødestrøm og et stort 45–90 volt "B" batteri til anodespænding. Til sammenligning var lomme transistorradioen på størrelse med en Walkman og blev i starten strømforsynet af et lille 22,5V batteri (fx Regency TR-1) og senere af det kendte 9V batteri som faktisk blev specielt designet til transistorradioen.
Transistorradioer blev først alment populære i de tidlige 1960'erne, da prisen her faldt meget. Datidens transistorradioer blev normalt kun designet til mellembølgebåndet (ca. 540–1610 kHz) og først senere til kortbølgebåndet (mellem ca. 1.700–30.000 kHz) og FM-båndet (ca. 87,5–104 MHz).